# Pataki Ferenc (fejszámoló)
Pataki Ferenc (Dombóvár, 1921. január 20. – 2017. augusztus 25.) magyar fejszámoló művész.

## Élete
1921. január 20-án született Dombóváron. 1939-ben érettségizett a Királyi Katolikus Esterházy Miklós Nádor Főgimnáziumban. Mint zsidó származású, két és fél évig munkaszolgálatos volt a második világháború idején. A háború után három évig orosz hadifogságban volt, ahol fakitermeléseken dolgozott.
Különleges képessége már 3-4 éves korában megmutatkozott. Ötéves korától mint csodagyerek Budapesten a Lakner Gyermekszínházban szerepelt vasárnap délelőttönként. 1952-ben letette az artistavizsgát, és különböző kultúrházakban, iskolákban lépett fel. Igen rövid idő alatt megtanulta (5-5 nap) a német, angol, orosz, svéd nyelvet alapfokon. Meghívásra fellépett a Szovjetunióban, Svédországban, Angliában, az NSZK-ban, dolgozott varietékben és a televízióban is.
Bár eredeti foglalkozása kalapos, az ötvenes években az egész ország fejszámoló művészként ismerte és szerette meg. Fejben többjegyű számok összeszorzását végezte közönség előtt, olyan előadóművészként volt közismert, aki a tudást humorral ötvözve adta elő.
Közönségét elkápráztatta gyorsaságával. A mutatvány úgy történt, hogy a közönség mondott két- és három- vagy többjegyű számokat, amelyeket az „előadóművész” azonnal fejben kezdett összeszorozni, és diktálta a végeredmény számjegyeit egyenként, hátulról kezdve.
A nyolc-tízjegyű számok összeszorzása, osztása sem okozott gondot neki, és eljutott addig, hogy tizenkét-tizennégy jegyű számokból vont köbgyököt viszonylag igen rövid idő alatt.

## A fejszámolás
Mivel akkoriban a gyerekek az iskolában a szorzást egymás mellé írt számokból kiindulva, a részszorzatokat egymás alá írva, a végeredményt pedig az eltolt számsorok összeadásával kapták meg, a Patakit ellenőrzőknek sokkal lassabban ment a számolás, főleg, hogy akkor még számológépek sem léteztek erre a célra.
A fejben számoláshoz arra van szükség, hogy az ember rövid távú emlékezete vagy munkamemóriája tágasabb legyen, mint az átlagemberé, és hogy ismerje a szorzásnak egy másik, könnyebben vizualizálható és így könnyebben megjegyezhető módját. Ez a módszer magyarázza, miért adta meg Pataki a végeredményt hátulról és egyesével.
Más fejben szorzó magyar tehetségek is ismertek, például Gerő Zsolt.
Megjegyzendő, hogy a szorzásnak nincs térben végezhető műveleti formája, vissza kell vezetni összeadásra, ami hosszadalmas, ezért a szorzótáblát kívülről kell megtanulni, legalább az egyjegyű számok szintjén. Emellett vannak nevezetes, könnyen memorizálható szorzatok is, amelyeket szintén fel lehet ilyen célra használni. A másik módszer a részszorzatok memorizálása és felhasználása. Ismét másik módszer a hatványok alapján történő kiegészítő műveletek.
A fejszámolás szorzás esetében úgy könnyebb, ha az ember az összeszorzandó számokat egymás alá írja:
Pl.
```
 49
 73
```

vagy általánosan
```
 AB
 CD
```

A lépések a következők:
Megszorozzuk B-t D-vel, és az eredmény utolsó számjegyét megjegyezzük: 27 - 7 (M)
Ezután keresztbeszorzunk ekképpen: A × D plusz B × C, plusz a maradék első tagja M(2) [vagyis fejben elvégezve 77, amelynek az utolsó számjegyét (7) a maradék elé téve megjegyezzük (77)].
Most összeszorozzuk az A-t a C-vel, és hozzáadjuk az új maradékot (7), ami 35-öt ad, és ezt a meglévő maradék elé illesztjük:
```
3577
```

## Díjak
- Érdemes művész (1983)
- A Magyar Köztársasági Érdemrend kiskeresztje (1996)
- Dombóvár díszpolgára (2004)
- Apáczai Csere János-díj, a Kultúra napján 2009. január 21-én, 88. születésnapja alkalmából.[5]Nemzeti Erőforrás Minisztérium, 2009. január 22.
- Budapest Főváros XIII. kerület díszpolgára (2016)

## Külső hivatkozások
- Pataki Ferenc interjú Archiválva 2016. március 5-i dátummal a Wayback Machine-ben
- http://www.mazsihisz.hu/2017/08/26/pataki-ferenc-fejszamolomuvesz--egy-ujabb-zsido-geniusz-halalara-10862.html Archiválva 2017. augusztus 27-i dátummal a Wayback Machine-ben
- Elhunyt Pataki Ferenc. Országos Tabbiképző / Zsidó Egyetem Online (or-zse.hu). [2023. április 15-i dátummal az eredetiből archiválva]. (Hozzáférés: 2019. február 17.)